# Яхве
Я́хве (др.-евр. יַהְוֶה‬, палеоевр. 𐤉𐤄𐤅𐤄‬ *Yahwe, [ja.hăˈvɛ] / [jaː.haˈvɛː]) — историческое божество в древнем Израиле и Иудее. Истоки поклонения ему восходят, вероятно, к раннему железному веку, а скорее всего, к позднему бронзовому веку, если не несколько раньше.
В древнейшей библейской литературе он обладает характеристиками, обычно приписываемыми божествам бури и войны: делает землю плодоносной и ведёт небесное воинство против врагов Израиля. Первые израильтяне были многобожниками и поклонялись Яхве наряду с различными ханаанскими богами и богинями, включая Эля, Ашеру и Баала. В последующие века Эль и Яхве стали смешиваться, и эпитеты, связанные с Элем (такие, как Эль Шаддай), стали применяться только к Яхве, а другие боги и богини (такие, как Баал и Ашера) были поглощены яхвистской религией.
К концу вавилонского плена само существование иных богов стало отрицаться, и Яхве был провозглашён Творцом вселенной и единственным существующим Богом всего мира, что положило начало иудаизму в его современной форме, в настоящее время насчитывающему около 14—15 миллионов приверженцев. В период Второго Храма произнесение имени Яхве стало считаться запретным, и евреи стали заменять его другими словами — прежде всего словом «Адонай», что в переводе значит «Господь». В римские времена, после осады Иерусалима и разрушения Храма в 70 году н. э., первоначальное произношение имени Бога было полностью забыто.
Яхве также упоминается в папирусе Амхерст 63 и в греко-египетских магических текстах I—V веков, написанных иудеями или под иудейским влиянием.

## Имя
- финикийским письмом (XI в. до н. э. — 150 г. до н. э.);
- палеоеврейским письмом (X в. до н. э. — 135 г. н. э.);
- еврейским квадратным письмом (X в. до н. э. — настоящее время)

Согласно ветхозаветному преданию, имя «Яхве» было открыто Богом Моисею в богоявлении при горе Хорив, говоря, что раньше он открывался Аврааму, Исааку и Иакову только под именем Эль Шаддай. На палеоеврейском письме имя записывается как 𐤉𐤄𐤅𐤄 (יהוה еврейским квадратным письмом), отчего получило греческое название тетраграмматон, «слово из четырёх букв», которое транслитерируется на латиницу как YHWH; современные учёные на момент 2018 года пришли к консенсусу, чтобы транскрибировать его как Яхве. Хотя на момент 1992 года Генри Томпсон отметил, что «произношение ЙХВХ как Яхве — это научная догадка». Также в русской литературе встречаются версии Йахве и Я́гве. Сокращённые формы «Йехо» и «Йо-» встречаются в теофорных именах и в таких фразах, как «аллилуйя».
Сакральность имени, а также заповедь о запрете «не упоминать имя всуе», которая изначально имела смысл не клясться именем Бога понапрасну, привели к тому, что произношение или запись этого термина в письменной форме становились всё более строгими. Согласно раввинским источникам, к периоду иудаизма Второго Храма произношение имени стало считаться запретным и произносилось только раз в год первосвященником в День искупления, причём тайна его звучания устно передавалась по старшей линии первосвященнического рода. С III века до н. э. произнесение этого имени было полностью табуировано; там же, где оно встречается в текстах, вместо него произносится вслух «Адонай» (אֲדֹנָי — «Господь»). Также в разговорной речи стало использоваться упоминание только термина «Имя» на иврите (ха-Шем) и арамейском (Ше́ма). В римские времена, после осады Иерусалима и разрушения его Храма в 70 году н. э., первоначальное произношение имени Бога было полностью забыто. Это привело к тому, что при огласовке библейского текста, произведённой в VII веке масоретами, тетраграмматону, встречающимся в Библии около семи тысячи раз, были переданы гласные звуки слова «Адонай», из-за чего в эпоху позднего Средневековья в среде христианских богословов возникло чтение Иегова. Самаритяне произносили имя как Яхве (Yahwe) или Яхва (Yahwa) на момент конца XIX века.
Почти нет согласия относительно значения имени Яхве. Оно не засвидетельствовано нигде, кроме как среди израильтян, и, похоже, не имеет никакой правдоподобной этимологии, ehyeh ašer ehyeh («Я есмь Сущий»), объяснение, представленное в Исходе 3:14, связывающее имя с глаголом היה, hjh «быть/находиться», что даёт интерпретации: «Он есть», «Он есть (Бог) живой» или «Он даёт жизнь», похоже, является народной этимологией или поздним богословским объяснением, придуманным в то время, когда первоначальное значение было забыто. Согласно одной из научных теорий, имя возникло как сокращенная форма фразы ˀel ḏū yahwī ṣabaˀôt, «Эль, создающий воинства», но эта фраза нигде не засвидетельствована ни в Библии, ни за её пределами, и в любом случае эти два бога совершенно несхожи: Эль — пожилой и отцовский, и у него нет ассоциации с бурей и битвами, как у Яхве. Широкое распространение получило объяснение имени Яхве на основе арабского корня hwj («дуть, веять»), которое даёт представление о Яхве как о владыке ветра и громовержце, по типу бога Баала.

## История

### Периоды
Филип Кинг и Лоуренс Стейджер делят историю Яхве на следующие периоды:
- Поздняя бронза: 1550—1200 года до н. э.
- Железный век I: 1200—1000 года до н. э.
- Железный век II: 1000—586 года до н. э.
- Нововавилонский: 586—539 года до н. э.
- Персидский: 539—332 года до н. э.

### Истоки позднего бронзового века (1550—1200 года до н. э.)
Истоки поклонения Яхве восходят, возможно, к раннему железному веку, а скорее всего, к позднему бронзовому веку, если не несколько раньше. Древнейшее правдоподобное упоминание Яхве содержится во фразе «Шасу из Йхв» (егип. 𓇌𓉔𓍯𓅱, yhwꜣw) в египетской надписи времен Аменхотепа III (1402—1363 года до н. э.). Шасу были кочевниками из Мадиама и Эдома в северной Аравии, поэтому в настоящее время принято считать, что Яхве был «божественным воином из южного региона, связанного с Сеиром, Эдомом, Фараном и Феманом». Эта точка зрения пользуется значительной, хотя и не всеобщей поддержкой, но возникает вопрос, как Яхве попал на север в Ханаан. Многие ученые считают правдоподобной кенитскую гипотезу, согласно которой Яхве был пустынным божеством почитаемым кенитами — племенем мадианитян, в частности тестем Моисея и кенитским жрецом — Иофором, который почитал Яхве. Гипотеза связывает воедино различные данные, такие как отсутствие Яхве в Ханаане, его связи с Эдомом и Мадиамом в библейских историях, а также кенитские или мадианитские связи Моисея, но её основные недостатки заключаются в том, что большинство израильтян прочно обосновались в Палестине, а не на юге. Также историчность Моисея и его роль весьма проблематична. Из этого следует, что если придерживаться кенитской гипотезы, то необходимо предположить, что израильтяне столкнулись с Яхве (и мадианитянами/кенитами) внутри Израиля и через их связь с первыми политическими лидерами Израиля. Объяснение этой проблемы говорит, что культ Яхве был завезён в Израиль торговцами по караванным путям между Египтом и Ханааном. Если Яхве действительно происходил из Северной Аравийской пустыни, это может объяснить молчание еврейской Библии о боге Косе, главном эдомитском божестве. Поскольку оба божества происходят из одной и той же области и имеют близкие черты — бога грозы, поэтому возможно, что Библия предпочитает избегать упоминания о Косе, который слишком похож на национального бога Израиля.

### Железный век I (1200—1000 года до н. э.)
Железный век I приблизительно соответствует эпохе Судей в Библии. В этот период Израиль был конфедерацией племен, каждое из которых к тому времени было территориальным образованием со своими границами и правами. Хотя библейское повествование проводит чёткое различие между израильтянами и ханаанеями в этот период, и этой точке зрения придерживались ранние учёные, современный консенсус заключается в том, что между этими группами не было различий в языке или материальной культуре, и учёные соответственно определяют израильскую культуру как подмножество ханаанской культуры.
Первоначально Яхве был назван одним из сыновей Эля во Втор. 32:8, 9, но это было удалено более поздним изменением текста.
Первые израильтяне были политеистами, и за заметным исключением самого Яхве также поклонялись ханааннейским богам. К ним относились Эль, верховное божество пантеона, Ашера, его супруга, и Баал.
В самой ранней библейской литературе Яхве выступает, как типичный для древних ближневосточных мифов бог бури и войны, делающий землю плодоносной, и выходящий из региона к югу или юго-востоку от Израиля с небесным воинством из звёзд и планет, составляющих его армию, чтобы сразиться с врагами своего народа — Израиля:
Когда Ты шёл из Сеи́ра, Яхве,

когда Ты шёл с поля Эдо́ма,

Содрогалась земля,

с небес ливень лил —

Облака проливали дождь.

Горы тряслись от присутствия Яхве,

даже Синай от присутствия Яхве, Бога Израиля!

…

Вступили звёзды небесные в бой,

разили с орбит своих Сисеру́!Песнь Деворы

### Железный век II (1000—586 года до н. э.)
В эпоху железа II в южном Леванте возникли национальные государства, включая Израиль, Иудею, Филистию, Моав, Аммон, Эдом и Финикию. Каждое царство имело своего национального бога: Кемош был богом моавитян, Милком — богом аммонитян, Кос — богом эдомитян, а Яхве — богом Израиля. В каждом царстве царь был также главой национальной религии и, таким образом, наместником национального бога на Земле.
Яхве исполнял роль национального бога в Израильском царстве (Самарии) и Иудее, первое из которых возникло в X веке до н. э., а второе, вероятно, столетием позже (нигде в Библии не упоминается «бог Иудеи»). Во время правления Ахава (ок. 871—852 годы до н. э.), особенно после его женитьбы на Иезавели, Баал мог ненадолго заменить Яхве в качестве национального бога Израиля, но не Иудеи.
Яхве занимает центральное место в религии израильтян в Израильском царстве и в Иудейском царстве. Первое чёткое упоминание Яхве вне Библии и его культа в Израиле есть на стеле Меша IX века до нашей эры, где моавитский царь Меша рассказывает о своих военных успехах против Израильского царства во время правления Ахава. Напав на Нево, город, расположенный к северо-западу от Моава, он выносит «сосуды Яхве» перед своим богом Кемошем. Яхве предстает здесь как официальный бог Израиля, чьё поклонение практикуется вплоть до города Нево на границе с Моавом. На печати VIII века до нашей эры, обнаруженной в Иерусалиме, есть надпись: «Микнеяв, слуга Яхве». Один остракон из Кунтиллет Аджруда упоминает «Яхве Феманского» и «Яхве Самарийского». Иерусалимские амулеты Кетеф Хинном датируемые VII—VI веками до н. э. призывают Яхве в тексте, близком к священническому благословению, приведённому в библейской книге Чисел.
Ономастика также предполагает, что Яхве занимает особую роль в древнем Израиле. Наличие собственных теофорных имен, включающих элемент «Яхве» или его сокращения, является характерной чертой Израиля и Иудеи, если сравнивать с соседними регионами. Из корпуса 738 израильских имен, взятых из печатей и других надписей, удалось установить, что 351 включает имя Яхве, то есть почти большинство. Из оставшихся имен большинство (339) не относятся к богам. Помимо Яхве, другие составные имена используют элемент «Эль» только в 48 случаях и лишь в некоторых — элемент «Баал», главным образом в Самарии. Другие боги, изображенные в израильской ономастике, заимствованы из ханаанской традиции (ʿnt,"Анат"; ym, «Ям»; mwt, «Мот»; ršp, «Решеп») или египетской (ʿmwn, «Амон»; HWR, «Гор»; bs, «Бес»). Господствующее использование Яхве в ономастике древнего Израиля — совсем иное использование по сравнению с соседними царствами. На территории Аммона, где ономастические данные достаточно многочисленны, чтобы сделать статистический анализ, национальный бог Милком, например, представлен гораздо меньше, чем Эль[страница не указана 892 дня].
С IX века и с отказом от поклонения Баалу, связанного с пророками Илией и Елисеем, религия Яхве начала отделяться от своего ханаанского наследия; этот процесс продолжался в период 800—500 годов до н. э. с государственными и пророческими осуждениями столбов Ашеры, поклонения солнцу и поклонения на высоких местах, наряду с практиками, относящимися к мёртвым и другими аспектами старой религии. Черты Баала, Эля и Ашеры были поглощены Яхве. «Эль» (ивр. אל‎) стал общим термином, означающим «бог», в отличие от имени конкретного бога, а такие эпитеты Эля, такие как Эль Шаддай, стали применяться только к Яхве. В этой атмосфере возникла борьба между теми, кто считал, что поклоняться следует только Яхве, и теми, кто поклонялся ему в рамках более многочисленной группы богов; группа «только Яхве», группа пророков и девтерономистов, в конце концов, победила, и их победа лежит в основе библейского повествования об Израиле, колеблющемся между периодами «следования другим богам» и периодами верности Яхве.

### Нововавилонский и персидский периоды (586—332 года до н. э.)
В 587/6 году до н. э. Иерусалим пал перед Нововавилонским царством, Первый Храм был разрушен, а религиозное и политическое руководство общины было депортировано. Следующие 50 лет в вавилонском плену имели решающее значение для истории израильской религии, поскольку традиционные жертвоприношения Яхве не могли быть совершены за пределами Израиля, то другие практики, включая соблюдение субботы и обрезание, приобрели новое значение. Во время написания Второ-Исайи, Яхве уже не рассматривался исключительно как бог только Израиля, но как распространяющий свое обещание на всех, кто будет соблюдать субботу и его завет. В 539 году до н. э. Вавилон пал перед персидским завоевателем Киром Великим, изгнанникам было дано разрешение вернуться, хотя это сделало лишь меньшинство, и примерно к 500 году до н. э. Храм был восстановлен.
К концу периода Второго Храма произнесение имени Яхве на публике стало считаться запретным. При чтении Писания евреи стали заменять имя Бога словом «адонай» (אֲדֹנָי), что означает «Господь». Первосвященнику Израиля было разрешено произнести имя Яхве один раз в Храме в День искупления, но ни в какое другое время и ни в каком другом месте. В эллинистический период Священное Писание было переведено на греческий язык евреями египетской диаспоры. В греческих переводах еврейских Писаний тетраграмматон и адонай переведены как кириос (κύριος), что означает «Господь». После разрушения Храма в 70 году первоначальное произношение тетраграмматона было забыто.
В период правления персов возникло ожидание будущего человеческого царя, который будет править очищенным Израилем как представитель Яхве в конце времен — мессия. Первыми об этом упомянули Аггей и Захария, оба пророка раннего персидского периода. Они видели мессию в Зоровавеле, потомке дома Давидова, который, как им казалось, собирался восстановить древнюю царскую династию, или в Зоровавеле и первом первосвященнике Иисусе (Захария пишет о двух мессиях: царском и священническом). Эти ранние надежды были разрушены: Зоровавель исчез из исторических записей, хотя первосвященники продолжали происходить от Иисуса, и в дальнейшем существуют лишь общие упоминания о Мессии Давида, то есть его потомке.
Яхве также упоминается в папирусе Амхерст 63.

## Поклонение

### Праздники и жертвоприношения
В центре поклонения Яхве находились три великих ежегодных праздника, совпадающих с основными событиями в сельской жизни: Песах с рождением ягнят, Шавуот с урожаем зерновых и Суккот с урожаем фруктов. Эти праздники, вероятно, существовали до появления религии Яхве, но они стали связаны с событиями из национального мифа Израиля: Песах — с исходом из Египта, Шавуот — с дарованием закона на горе Синай, а Суккот — со скитаниями по пустыне. Таким образом, праздники отмечали спасение Израилем Яхве и статус Израиля как его святого народа, хотя более ранний сельскохозяйственный смысл не был полностью утрачен. Поклонения Яхве, предположительно, включали жертвоприношения, но многие учёные пришли к выводу, что ритуалы, подробно описанные в книге Левит 1—16, с их акцентом на чистоту и искупление, были введены только после вавилонского плена, и что в действительности любой глава семьи мог приносить жертвы, если того требовал случай. Ряд учёных также пришли к выводу, что жертвоприношение младенцев, будь то любому другому божеству или самому Яхве, было частью израильско-иудейской религии вплоть до реформ царя Иосии в конце VII века до нашей эры. Жертвоприношения, предположительно, дополнялись пением или чтением псалмов, но подробности точно неизвестны. Молитва играла незначительную роль в официальном богослужении.

### Храмы
Еврейская Библия создает впечатление, что Иерусалимский храм всегда должен был быть центральным или даже единственным храмом Яхве, но это было не так. Самым ранним известным местом поклонения израильтян является алтарь XII века до н. э. под открытым небом на холмах Самарии с изображением бронзового быка, напоминающего ханаанского Быка-Эла (Эль в виде быка). Археологические остатки других храмов были найдены в Дане на северной границе Израиля, в Араде в Негеве и в Беершебе, оба на территории Иудеи. Силом, Вефиль, Галгал, Мицпа, Рама и Дан также были основными местами проведения праздников, жертвоприношений, клятв, индивидуальных ритуалов и решения юридических споров.

### Изображения
Поклонение Яхве было, как известно, аниконическим, то есть Бог не был изображён в виде статуи или другого образа. Это не значит, что он не был представлен в какой-то символической форме, и раннее израильское поклонение, вероятно, было сосредоточено на стоячих камнях, но согласно библейским текстам, в Иерусалимском храме трон Яхве был представлен в виде двух херувимов, внутренние крылья которых образовывали сиденье, а ящик (Ковчег Завета) — подножие, в то время как сам трон был пуст. Не существует общепринятого объяснения такого аниконизма, и ряд новых исследователей утверждают, что Яхве изображался до реформ Езекии и Иосии в конце монархического периода. По мнению МакДональда «ранний аниконизм, де-факто или иначе, является исключительно следствием послепленного воображения». Другие учёные утверждают, что нет никаких определённых доказательств антропоморфного изображения Яхве в допленный период.

## Яхве и формирование монотеизма
Неизвестно, когда началось поклонение только Яхве. Самые ранние изображения Яхве как главного божества, который «единственный благословляет землю», появляются в учениях пророка Илии в IX веке до н. э., и, вероятно, уже ко времени пророка Осии в VIII веке до н. э., в связи со спорами между Яхве и Баалом. Ранние сторонники этой фракции считаются скорее монолатристами, чем истинными монотеистами; они не верили, что Яхве — единственный существующий Бог, но считали его единственным богом, которому должен поклоняться народ Израиля. Наконец, во время национального кризиса в изгнании, последователи Яхве пошли дальше и открыто отрицали существование других божеств, кроме Яхве, тем самым обозначив переход от монолатрии к истинному монотеизму. Представление о том, что Яхве «должен почитаться как бог-создатель всей земли», впервые развивается во Второ-Исайи, сочинении, написанном в плену, хотя доводы в пользу богословской доктрины снова опираются на власть Яхве над другими богами, а не на независимое монотеистическое обоснование.
Подлинно монотеистическая риторика возникает с VII—VI веков до нашей эры. Трудно понять точные причины этого, хотя структура израильского общества и исторические обстоятельства могли оказать влияние. С одной стороны, структура центрального божества, окруженного божественным советом, выделяется из концепции божественной семьи, как она известна в Угарите. В божественном совете Яхве занимал роль главы (3 Цар. 22:19). Сначала это собрание состояло из божеств низшего ранга. Эти представления позже были перетолкованы в соответствии с монотеистическим богословием, и данные божества интерпретированы как ангелы. В израильских богословских воззрениях во многом проявляется индивидуальность Яхве, которая может отражать ослабление традиционной семейной структуры, поскольку возникает централизованная царская власть и новый класс землевладельцев. С другой стороны, на изменение представлений о Яхве могли повлиять исторические обстоятельства. С VIII—VII веков до н. э. Израиль вступает в контакт с ассирийской и вавилонской империями. В то время как Израиль подчиняется могущественным империям и оказывается на нижних ступенях политической лестницы, жрецы конструируют национальное божество на вершине божественной власти, власть которого распространяется на всю Вселенную. Ухудшение положения Израиля в мире сопровождается повышением статуса Яхве в литературе. Эта модификация богословского дискурса превращает Яхве из национального бога в единственного Бога, существующего в мире. В VII веке до н. э., девтерономическая реформа царя Иосии была направлена на укрепление сплочённости общин. Яхве становится единственным объектом почитания, идолопоклонство считается предательством. Возможно, как символ реформы царя Иосии и перехода к монотеизму, богиня Ашера больше не появляется в формулах благословения и защиты на остраконах Лакиша и Арада, и упоминается только Яхве.

## Восприятие Яхве Библией
Для библейских авторов Яхве — прежде всего Бог союза, поскольку он заключил союз с патриархами, тем самым делая себя «Богом Авраама, Исаака и Иакова», а также с «сынами Израиля», царем Давидом и иудейской монархией, таким образом инициируя личные отношения с израильтянами. Среди политеистического культурного фона Яхве — бог, защищающий израильтян, племенной защитник. Израильтяне признают его власть и суверенитет, обязуясь соблюдать его заповеди, которые регулируют мирскую и религиозную жизнь. Отношения сопровождаются альянсом, задуманным как своего рода добровольный договор, в котором участвуют обе стороны. Соблюдение законов и обрядов гарантирует «гармонию» между человеческим и божественным миром.

## Связи c другими божествами

### Анат и Яхве
В арамейских текстах из Элефантины V века до н. э. присутствует божество «Анат-Яху», 'ntyhw. Элемент «Яху» был сопоставлен с Яхве, а элемент «Анат» с ханаанской богиней войны и охоты Анат. На этой основе появилась интерпретация имени этого божества как «Анат, супруга Яху». Согласно Сьюзен Акерман, нынешнее большинство учёных считает, что имя Анат-Яху вместо этого следует понимать как ипостась Яху, а первый элемент имени — как обычное существительное, означающее «провидение» или «знак». Встречаются и иные точки зрения: по мнению Джона Дея, Анат считалась супругой Яхве ещё в допленном периоде; Марк Смит и Ван дер Тоорн полагают, что Анат-Яху появилась в качестве послепеленного синкретизма культов Яхве и Анат.

### Ашера и Яхве
Существуют свидетельства, что богиня Ашера почиталась как супруга Яхве.

### Баал и Яхве
В древнем Израиле культ Яхве не является исключительным. Яхве и Баал почитались совместно, особенно в Израильском царстве. В самарийских остраконах, датируемых IX веком до н. э. (среди которых черепок глиняного сосуда, морская раковина, яичная скорлупа, осколок известняка или сланца), записаны личные имена, где девять раз фигурирует элемент «Яхве» и пять раз элемент «Баал». Такая же ситуация встречается и в Библии, где оба элемента также появляются в теофорных именах.
Культ Баала представляется менее распространённым. Если его имя встречается в нескольких собственных именах, то имя Яхве гораздо более распространено в израильской эпиграфике. В Библии царь Израиля Ахав и его финикийская жена Иезавель представлены как сторонники культа Баала. Однако Яхве часто присутствует в повествовании о царствовании Ахава. Его первого министра зовут Овадия («слуга Яхве»), а его сыновей — Азария («Яхве помогает») и Иехорам («Яхве вознесен»). В четвёртой книге Царств царь Израиля Ииуй представлен как защитник культа Яхве против культа Баала.

### Баалшамин и Яхве
Начиная с царствования Ииуя, Яхве почитается на манер Ваала Сидонского или Баалшамина. Он стал Ваал-шамемом, «владыкой неба», богом династии Давида и национальным богом Иудеи, объединив черты бога Эля, царственной фигуры, и черты Ваалшамина, сочетания бога грозы и бога солнца.

### Ялдаваоф и Яхве
В гностицизме злой или несовершенный бог Ялдаваоф, создавший физическую Вселенную, отождествляется с Яхве.

### Ям, Йево и Яхве
В Библии были найдены остатки мифа о победе Яхве над ханаанским богом моря Ямом, выступающим в роли противника Яхве, которого последний уничтожил; Яхве также установил пределы для моря, чтобы оно не смогло затопить землю. Кроме того, существует интерпретация, основанная на видимой схожести имён, что финикийский бог Йево, почитавшийся в Берите, и Яхве являются одним и тем же божеством. Циркин отмечает, что Йево был морским божеством, который, возможно, на раннем этапе считался богом осени и урожая. В свою же очередь Яхве играет роль «победителя вод» и Левиафана — так же, как и Баал, — что ставит его в противоположную роль к Йево, который скорее связан с богом Ямом, а не Яхве. Мнение, что отрывок из угаритской поэмы Цикл Баала, упоминающий имя Yw, интерпретирует его как сокращённую форму имени Яхве, считается неправдоподобным, так как имя Yw относится к Яму.

## Греко-римский синкретизм
Яхве часто упоминается в греко-римских магических текстах, датируемых II веком до н. э. и V веком н. э., особенно в греческих магических папирусах[страница не указана 892 дня], под именами Иао, Адонай, Саваоф и Элоай. В этих текстах он часто упоминается наряду с традиционными греко-римскими и египетскими божествами. Также часто упоминаются архангелы Михаил, Гавриил, Рафаил и Уриэль и еврейские культурные герои, такие как Авраам, Иаков и Моисей[страница не указана 892 дня]. Частое упоминание имени Яхве, вероятно, связано с тем, что греческие и римские народные маги стремились сделать свои заклинания более мощными за счёт обращения к престижному иностранному божеству.
На монете, выпущенной Помпеем в честь успешного завоевания Иудеи, была изображена коленопреклоненная бородатая фигура, держащая ветвь (обычный римский символ подчинения) с подзаголовком BACCHIVS IVDAEVS, что можно перевести как «Иудейский Вакх» или «Вакх Иудеи». Эта фигура была интерпретирована как изображение Яхве в качестве местной разновидности Вакха, то есть Диониса. Однако, поскольку на монетах, отчеканенных с такой иконографией, обычно изображались подчиненные люди, а не боги подчиненного народа, некоторые полагают, что на монете просто изображена капитуляция иудея, которого звали «Вакх», иногда идентифицируемого как хасмонейский царь Аристобул II, который был свергнут в результате кампании Помпея. В любом случае Тацит, Иоанн Лидийский, Корнелиус Лабео и Марк Теренций Варрон также отождествляют Яхве с Вакхом-Дионисом. Сами евреи часто использовали символы, которые также ассоциировались с Дионисом, такие как килики, амфоры, листья плюща и виноградные гроздья. Это сходство Плутарх использовал, чтобы утверждать, что евреи поклоняются ипостаси Вакха-Диониса. В своих «Quaestiones Convivales» Плутарх далее отмечает, что евреи приветствуют своего бога криками «Эуои» и «Саби», фразами, связанными с поклонением Дионису. Согласно Шону М. МакДонофу, греки могли путать арамейские слова, такие как «шабат», «аллилуйя» или даже, возможно, какой-то вариант самого имени Яхве, с более знакомыми терминами, связанными с Дионисом. Другие римские писатели, такие как Ювенал, Петроний и Флор, отождествляли Яхве с богом Целусом.

### На русском языке
Книги
- Циркин Ю. Б. Мифы и легенды народов мира. — М.: Мир Книги, 2004. — Т. 12. Передняя Азия. — 416 с. — ISBN 5–8405–0649–4.
- О Ба’лу. Угаритские поэтические повествования / Шифман И. Ш. (пер. с угарит., введ., коммент.). — М.: Восточная литература, 1999. — 536 с. — (Памятники письменности Востока). — ISBN 5-02-017805-5.

Статьи
- Авторы КЕЭ. Тетраграмматон // Краткая еврейская энциклопедия / под гл. ред. Ицхака Орена (Наделя); Нафтали Прата. — Иерусалим: Еврейский университет в Иерусалиме, 1996. — Т. 8: Сирия — Фашизм. — Стб. 952—953.
- Мейлах М. Б. Яхве // Мифы народов мира. Энциклопедия / под гл. ред. С. А. Токарева. — 2-е изд. — М.: Советская энциклопедия, 1988. — Т. 2. К—Я. — С. 687—688.
- Яхве / К. В. Неклюдов // Шервуд — Яя [Электронный ресурс]. — 2017. — С. 792—793. — (Большая российская энциклопедия : [в 35 т.] / гл. ред. Ю. С. Осипов ; 2004—2017, т. 35). — ISBN 978-5-85270-373-6.
- Шифман И. Ш. Во что верили древние евреи? // Атеистические чтения : сборник. — М.: Политиздат, 1988. — Вып. 17. — С. 182—183.

### На других языках
Источники
- Plutarch. Quaestiones Convivales (англ.) / ed. Goodwin, William Watson; Translated by Creech, Thomas. — Boston: Little, Brown & Co., 1874.

Книги
- Ackerman, Susan. Goddesses // Near Eastern Archaeology: A Reader (англ.) / ed. Richard Suzanne. — Bruxelles: Eisenbrauns, Pennsylvania State University Press, 2003. — 486 p. — ISBN 978-1-57506-083-5.
- Albertz, Rainer. A History of Israelite Religion in the Old Testament Period (англ.). — Westminster John Knox Press, 1994. — Vol. 1: From the Beginnings to the End of the Monarchy. — 384 p. — ISBN 978-0-664-22719-7.
- Albertz, Rainer. Israel in Exile: The History and Literature of the Sixth Century B.C.E. (англ.). — Society of Biblical Literature, 2003. — Vol. 3. Studies in Biblical Literature. — 461 p. — ISBN 978-1-58983-055-4.
- Alter, Robert. The Hebrew Bible: A Translation with Commentary (англ.). — Norton, 2018. — Vol. 3. — 3500 p. — ISBN 9780393292503.
- Anderson, James S. Monotheism and Yahweh's Appropriation of Baal (англ.). — Bloomsbury, 2015. — 224 p. — ISBN 978-0-567-66396-2.
- Bennett, Harold V. Injustice Made Legal: Deuteronomic Law and the Plight of Widows, Strangers, and Orphans in Ancient Israel (англ.). — Eerdmans, 2002. — 224 p. — ISBN 978-0-8028-3909-1.
- Betz, Hans Dieter. The Greek Magical Papyri in Translation Including the Demonic Spells (англ.). — 2nd ed. — University of Chicago Press, 1996. — Vol. 1. — 411 p. — ISBN 978-0-226-04447-7.
- Campbell, Edward F. A Land Divided: Judah and Israel from the Death of Solomon to the Fall of Samaria // The Oxford History of the Biblical World (англ.) / ed. Coogan, Michael David. — Oxford University Press, 2001. — P. 206—241. — ISBN 978-0-19-513937-2.
- Clinton, Arnold E. The Colossian Syncretism: The Interface Between Christianity and Folk Belief at Colossae (англ.). — Wipf and Stock, 1996. — 392 p. — ISBN 978-1-4982-1757-6.
- Cogan, Mordechai. Into Exile: From the Assyrian Conquest of Israel to the Fall of Babylon // The Oxford History of the Biblical World (англ.) / ed. Coogan, Michael David. — Oxford University Press, 2001. — P. 242—275. — ISBN 978-0-19-513937-2.
- Cohen, Shaye J. D. The Temple and the Synagogue // The Cambridge History of Judaism (англ.) / eds.  Finkelstein, Louis; Davies, W. D.; Horbury, William. — Cambridge University Press, 1999. — Vol. 3: The Early Roman Period. — P. 298—325. — ISBN 978-0-521-24377-3.
- Coogan, Michael D.; Brettler, Marc Zvi; Newsom, Carol Ann. The Persian and Hellenistric Periods // The New Oxford Annotated Bible with the Apocryphal/Deuterocanonical Books (англ.) / ed. Coogan, Michael David. — Oxford University Press, 2007. — P. xxii—xxviii. — ISBN 978-0-19-528880-3.
- Davies, Philip R. The Old Testament World (англ.) / ed. Rogerson, John. — A&C Black, 2005. — 250 p. — ISBN 978-0-567-08488-0.
- Davies, Philip R. Urban Religion and Rural Religion". // Religious Diversity in Ancient Israel and Judah (англ.) / eds. Stavrakopoulou, Francesca; Barton, John. — Continuum International Publishing Group, 2010. — P. 104—117. — ISBN 978-0-567-03216-4.
- Day, John. Yahweh and the Gods and Goddesses of Canaan (англ.). — Bloomsbury, 2002. — 290 p. — ISBN 978-0-567-53783-6.
- Dever, William G. Religion and Cult in the Levant: The Archaeological Data // Near Eastern Archaeology: A Reader (англ.) / ed. Richard, Suzanne. — Eisenbrauns, 2003. — P. 383—390. — ISBN 978-1-57506-083-5.
- Eakin, Frank E. Jr. The Religion and Culture of Israel (англ.). — Boston: Allyn and Bacon, 1971. — 335 p.
- Elioir, Racher. Early forms of Jewish mysticism // The Cambridge History of Judaism (англ.) / ed. Katz, Steven T. — Cambridge University Press, 2006. — Vol. 4. The Late Roman-Rabbinic Period. — P. 749—791. — ISBN 9780521772488.
- Flood, Finbarr Barry. The Great Mosque of Damascus: Studies on the Makings of an Ummayyad Visual Culture (англ.). — Brill, 2001. — 330 p. — ISBN 9789004116382.
- Geller, Stephen A. Priests and Levites in the Hebrew Bible // The Wiley-Blackwell History of Jews and Judaism (англ.) / ed. Levenson, Alan T. — Wiley-Blackwell, 2012. — 712 p. — ISBN 9781118232934.
- Gnuse, Robert Karl. No Other Gods: Emergent Monotheism in Israel (англ.). — A&C Black, 1997. — 392 p. — ISBN 978-0-567-37415-8.
- Golden, Jonathan M. Ancient Canaan and Israel: An Introduction (англ.). — Oxford University Press, 2009. — 413 p. — ISBN 9780195379853.
- Grabbe, Lester L. Ancient Israel: What Do We Know and How Do We Know It? (англ.). — A&C Black, 2007. — 306 p. — ISBN 978-0-567-03254-6.
- Grabbe, Lester L. An Introduction to Second Temple Judaism (англ.). — A&C Black, 2010. — 150 p. — ISBN 978-0-567-55248-8.
- Hackett, Jo A. There Was No King In Israel. The Era of the Judges // The Oxford History of the Biblical World (англ.) / ed. Coogan, Michael David. — Oxford University Press, 2001. — P. 132—165. — ISBN 978-0-19-513937-2.
- Harlan, Michael. Roman Republican Moneyers and Their Coins, 63 B. C.-49 B. C (англ.). — Seaby, 1995. — 206 p. — ISBN 9780713476729.
- Hoffman, Joel. In the Beginning: A Short History of the Hebrew Language (англ.). — NYU Press, 2004. — 280 p. — ISBN 978-0-8147-3706-4.
- Holland, Glenn S. Gods in the Desert Religions of the Ancient Near East (англ.). — Rowman & Littlefield, 2009. — 309 p. — ISBN 9780742562264.
- Kaiser, Walter C., Jr. Exodus (англ.) / eds. Longman III, Tremper; Garland, David E. — Zondervan Academic, 2017. — 224 p. — (The Expositor's Bible Commentary). — ISBN 978-0-310-53173-9.
- King, Philip J.; Stager, Lawrence E. Life in Biblical Israel (англ.). — Westminster John Knox Press, 2001. — 440 p. — ISBN 978-0-664-22148-5.
- Leech, Kenneth. Experiencing God: Theology as Spirituality (англ.). — Eugene, OR: Wipf and Stock Publishers, 2002. — 512 p. — ISBN 978-1-57910-613-3.
- Levine, Lee I. Judaism and Hellenism in Antiquity: Conflict Or Confluence? (англ.). — University of Washington Press, 1998. — 227 p. — (Samuel and Althea Stroum Lectures in Jewish Studies). — ISBN 9780295976822.
- Lewis, Theodore J. The Origin and Character of God (англ.). — Oxford University Press, 2020. — 1073 p. — ISBN 978-0-19-007254-4.
- Litwa M. David. Part I: The Self-deifying Rebel – 'I Am God and There is No Other!': The Boast of Yaldabaoth // Desiring Divinity: Self-deification in Early Jewish and Christian Mythmaking (англ.). — Оксфорд и Нью-Йорк: Издательство Оксфордского университета, 2016. — P. 47–65. — ISBN 9780199967728. — doi:10.1093/acprof:oso/9780190467166.003.0004.
- MacDonald, Nathan. Aniconism in the Old Testament // The God of Israel (англ.) / ed. Gordon, R. P. — Cambridge University Press, 2007. — P. 20—34. — ISBN 978-0-521-87365-9.
- McKenzie, John L. Aspects of Old Testament Thought // The New Jerome Biblical Commentary (англ.) / eds. Raymond E. Brown; Joseph A. Fitzmyer; Roland E. Murphy. — New Jersey: Prentice Hall, 1990. — 1526 p. — ISBN 9780136149347.
- McDonough, Sean M. YHWH at Patmos: Rev. 1:4 in Its Hellenistic and Early Jewish Setting (англ.). — Tübingen, Germany: Mohr Siebeck, 1999. — 276 p. — (Wissenschaftliche Untersuchungen zum Neuen Testament, vol. 107). — ISBN 978-3-16-147055-4.
- Mettinger, Tryggve N.D. A Conversation with My Critics: Cultic Image or Aniconism in the First Temple? // Essays on Ancient Israel in Its Near Eastern Context: A Tribute to Nadav Naʼaman (англ.) / eds. Amit, Yaira; Naʼaman, Nadav. — Eisenbrauns, 2006. — P. 273—296. — ISBN 978-1-57506-128-3.
- Miller, Patrick D. The Religion of Ancient Israel (англ.). — Westminster John Knox Press, 2000. — 335 p. — ISBN 978-0-664-22145-4.
- Miller, James M.; Hayes, John H. A History of Ancient Israel and Judah (англ.). — Westminster John Knox Press, 1986. — 523 p. — ISBN 978-0-664-21262-9.
- Moussaieff, Shlomo. Aspects of israelite personal names and pre-exilic israelite religion // New Seals and Inscriptions, Hebrew, Idumean, and Cuneiform (англ.) / eds. dans Lubetski, Meir; Moussaieff, Shlomo. — Sheffield Phoenix Press, 2007. — 325 p. — (Hebrew Bible monographs, vol. 8). — ISBN 9781905048359.
- Parke-Taylor, G. H. Yahweh: The Divine Name in the Bible (англ.). — Wilfrid Laurier Univ. Press, 2006. — 144 p. — ISBN 978-0-88920-013-5.
- Schäfer, Peter. Judeophobia: Attitudes Toward the Jews in the Ancient World (англ.). — Harvard University Press, 1997. — 306 p. — ISBN 9780674487772.
- Schniedewind, William M. A Social History of Hebrew: Its Origins Through the Rabbinic Period (англ.). — Yale University Press, 2013. — 261 p. — ISBN 978-0-300-17668-1.
- Scott, James M. Bacchius Iudaeus: A Denarius Commemorating Pompey's Victory over Judea (англ.). — Göttingen: Vandenhoeck & Ruprecht, 2015. — 169 p. — (Novum Testamentum et Orbis Antiquus, vol. 104). — ISBN 978-3-525-54045-9.
- Ska, Jean-Louis. Les énigmes du passé. Histoire d'Israël et récit biblique (фр.). — Lessius, 2001. — 144 p. — ISBN 9782872991136.
- Smith, Mark S. The Ugaritic Baal cycle. Volume I. Introduction with Text, Translations and Commentary of KTU 1.1-1.2 (англ.). — Leiden: Brill, 1994. — 446 p. — ISBN 978-90-04-09995-1.
- Smith, Mark S. The Early History of God: Yahweh and Other Deities of Ancient Israel[англ.] (англ.). — 2nd ed. — Wm. B. Eerdmans, 2002. — 243 p. — ISBN 978-0-8028-3972-5.
- Smith, Mark S.; Pitard, Wayne T. The Ugaritic Baal cycle. Volume II. Introduction with Text, Translations and Commentary of KTU 1.3-1.4 (англ.). — Leiden: Brill, 2009. — 904 p. — ISBN 978-90-04-09995-1.
- Smith, Mark S. Proposals for the Original Profile of YHWH // The Origins of Yahwism (англ.) / eds. Van Oorschot, Jürgen; Witte, Markus. — De Gruyter, 2017. — P. 23—44. — (Beihefte zur Zeitschrift für die alttestamentliche Wissenschaft, vol. 484). — ISBN 978-3-11-042538-3.
- Smith, Morton; Cohen, Shaye J. D. Studies in the Cult of Yahweh: Volume One: Studies in Historical Method, Ancient Israel, Ancient Judaism (англ.). — Leiden, The Netherlands, N. Y., and Cologne: Brill, 1996. — 334 p. — ISBN 978-90-04-10477-8.
- Smith, Morton; Cohen, Shaye J. D. Studies in the Cult of Yahweh: Volume Two: New Testament, Christianity, and Magic (англ.). — Leiden, N. Y.: Brill, 1996b. — 334 p. — ISBN 978-90-04-10479-2.
- Sperling, S. David. Ve-Eileh Divrei David: Essays in Semitics, Hebrew Bible and History of Biblical Scholarship (англ.). — Brill, 2017. — 408 p. — (Culture and History of the Ancient Near East, vol. 88). — ISBN 978-9004340879.
- Stager, Lawrence. Forging an Identity: The Emergence of Ancient Israel // The Oxford History of the Biblical World (англ.) / ed. Coogan, Michael David. — Oxford University Press, 2001. — P. 90—131. — ISBN 978-0-19-513937-2.
- Stavrakopoulou, Francesca. God: An Anatomy - As Heard on Radio 4 (англ.). — Pan Macmillan, 2021. — 384 p. — ISBN 978-1-5098-6734-9.
- Thompson, Thomas L. Jerusalem in Ancient History and Tradition (англ.). — T&T Clark, 2004. — 301 p. — ISBN 978-0-567-08360-9.
- Trotter, James M. Reading Hosea in Achaemenid Yehud (англ.). — Bloomsbury, 2002. — 250 p. — ISBN 9780567226129.
- Van der Toorn, Karel. Pluralism and Identity: Studies in Ritual Behaviour (англ.) / eds. Platvoet, Jan. G.; Van der Toorn, Karel. — Brill, 1995. — 376 p. — ISBN 978-90-04-10373-3.
- Wanke, Gunther. Prophecy and Psalms in the Persian Period // The Cambridge History of Judaism (англ.) / ed. Finkelstein, Louis. — Cambridge University Press, 1984. — Vol. 1, Introduction: The Persian Period. — P. 162—189. — ISBN 978-0-521-21880-1.

Статьи
- Barkay, Gabriel; Lundberg, Marilyn J.; Vaughn, Andrew G.;  Zuckerman, Bruce. The Amulets from Ketef Hinnom: A New Edition and Evaluation (англ.) // Bulletin of the American Schools of Oriental Research : журнал. — The University of Chicago Press, 2004. — May (no. 334). — P. 41—71. — doi:10.2307/4150106. — JSTOR 4150106.
- Betz, Arnold G. Monotheism // Eerdmans Dictionary of the Bible (англ.) / eds. Freedman, David Noel; Myer, Allen C. — Amsterdam University Press, 2000. — P. 917. — ISBN 978-90-5356-503-2.
- Day, Peggy L. Anat // Dictionary of Deities and Demons in the Bible (англ.) / eds. van der Toorn, Karel; Becking, Bob; van der Horst, Pieter W. — Grand Rapids, Michigan; Camridge, U.K.: Eerdmans Publishing Company, 1999. — P. 36—43. — ISBN 978-0-8028-2491-2.
- Freedman, D.N.; O'Connor, M.P.; Ringgren, H. YHWH // Theological Dictionary of the Old Testament (англ.) / eds. Botterweck, G. Johannes; Ringgren, Heinz-Josef Fabry. — Wm. B. Eerdmans, 1986. — Vol. 5. — P. 500—543. — ISBN 978-0-8028-2329-8.
- Glare, P. G. W. Caelum // Oxford Latin Dictionary (англ.). — Clarendon Press, 1982. — Vol. 10. — P. 252. — ISBN 9780198642244.
- Gorman, Frank H., Jr. Feasts, Festivals // Eerdmans Dictionary of the Bible (англ.) / eds. Freedman, David Noel; Myers, Allen C. — Amsterdam University Press, 2000. — P. 457—459. — ISBN 978-1-57506-083-5.
- Knauf, E. A. Qôs // Dictionary of Deities and Demons in the Bible (англ.) / eds. Van der Toorn, Karel; Becking, Bob; Van der Horst, Pieter Willem. — Eerdmans, 1999. — 960 p. — ISBN 978-0-8028-2491-2.
- Lane, Eugene N. Sabazius and the Jews in Valerius Maximus: A Re-Examination (англ.) // The Journal of Roman Studies : журнал. — Society for the Promotion of Roman Studies, Cambridge University Press, 1979. — Vol. 69. — P. 35—38. — doi:10.2307/299057. — JSTOR 299057.
- Montgomery, James A. Notes from the Samaritan (англ.) // Journal of Biblical Literature : журнал. — 1906. — Vol. 25, no. 1. — P. 49—54. — doi:10.2307/3260246. — JSTOR 3260246.
- Preuss, Horst. Yahweh // The Encyclodedia of Christianity (англ.) / ed. Bromiley, Geoffrey William. — Eerdmans, 2008. — Vol. 5. — P. 823. — ISBN 9780802824172.
- Rosenberg, Roy A. Yahweh Becomes King (англ.) // The Society of Biblical Literature : журнал. — 1966. — September (vol. 85, no. 3). — P. 297—307. — doi:10.2307/3264243. — JSTOR 3264243.
- Thompson, Henry O. Yahweh (Deity) // The Anchor Yale Bible Dictionary (англ.) / ed. David Noel Freedman. — Doubleday, 1992. — Vol. 6. Si–Z. — P. 1011—1012. — (Anchor Bible Series). — ISBN 978-0-30014-006-4.
- van der Toorn, Karel. Anat-Yahu, Some Other Deities, and the Jews of Elephantine (англ.) // Numen : журнал. — Leiden: Brill, 1992. — June (vol. 39, no. 1). — P. 80—101. — doi:10.2307/3270076. — JSTOR 3270076.
- Van der Toorn, Karel. Yahweh // Dictionary of Deities and Demons in the Bible (англ.) / eds. Van der Toorn, Karel; Becking, Bob; Van der Horst, Pieter Willem. — Eerdmans, 1999. — 960 p. — ISBN 978-0-8028-2491-2.